# Pigmento fotossintético
Pigmentos fotossintéticos são substâncias capazes de absorver a luz utilizada na fotossíntese. Eles captam a energia necessária às reações químicas que constituem a fotossíntese. Nessas reações químicas é produzido oxigénio, que é expulso para a atmosfera.
Existem diferentes tipos de pigmentos fotossintéticos, com diferentes concentrações em diferentes organismos. Os mais importantes são as clorofilas, os carotenoides e as ficobilinas.

## Pigmentos Fotossintéticos

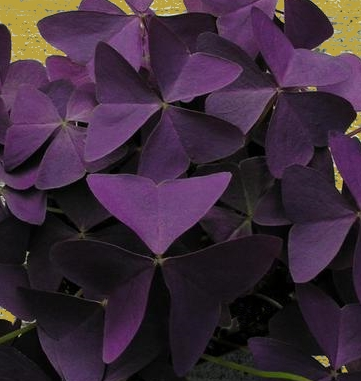
Oxalis triangularis, planta que possui as folhas roxas devido à presença de pigmentos fotossintéticos.

Pigmentos fotossintéticos são substâncias que auxiliam a clorofila na fotossíntese, por absorver diferentes comprimentos de ondas (ampliando a capacidade de aproveitamento da luz utilizada no processo) e protege o aparato fotossintético, por absorver o excesso de energia. Também são responsáveis pela mudança de coloração de algumas folhas, que adquirem cores o roxo, o laranja e o amarelo, diferente do habitual verde. São compostos principalmente por carotenoides.